# Милутин Мићовић (књижевник)
Милутин Мићовић (Велимље, код Никшића, 12. јун 1953) српски је књижевник. Предсједник је Књижевног друштва «Његош» (oснованo 2004) и уредник традиционалне културне манифестације «Дани Његошеви». Члан је УКЦГ и СКЗ. Живи у Никшићу.

## Биографија
Рођени је брат митрополита црногорско-приморског Јоаникија (Мићовића).
Гимназију завршио у Никшићу, економију и философију студирао у Подгорици и Београду.
Заступљен је у више антологија савремене српске поезије као и у антологији савременог српског пјесништа на руском језику Из века у век Сергеја Главјука (Москва, 2003), затим у антологији: Светска поезија у избору јерменског пјесника Гагика Дафтјана (Јереван 2016).
Написао предговоре: За двојезично издање дјела Луча микрокозма (први превод на руски, Иља Числов), направио избор за Његошево дјело  Биљежница, написао предговор за двојезично издање (први превод на руски Људмила Бурцева), написао предговор за Сабрана дјела Краља Николе (издвач Светигора и Октоих, 2009).
Превођен на стране језике: руски, енглески, њемачки, италијански, јерменски, румунски.
Колумниста у листу „Дан” (Подгорица) од 2007 до 2021. Написао преко 800 кратких есеја тематизованих актуелним друштвеним, културним и политичким темама. Уредник у издавачкој кући «Октоих» у Подгорица од 1993 до 2003. Члан редакције Књижевних новина, Београд од 2012 до 2019. Потпредсједник Удружења књижевника Црне Горе од 2011 до 2016, Члан Матице српске (Нови Сад), сарадник Летописа Матице српске.
О стваралаштву Милутина Мићовића писали (рецензије и прикази): академик Матија Бећковић, академик Владета Јеротић, проф. Новак Килибарда, пјесник Алек Вукадиновић, академик Миро Вуксановић, проф. Синиша Јелушић.

## Награде и признања
- Награда „Марко Миљанов”, за књигу Разорени Град, 1991.
- Награда Библиотеке „Његош” из Пећи, за књигу Тако су Говорили Црногорци, 1996.
- Орден В. В. Болотова, Русија, 2010.
- Признање Савеза писаца Русије, 2014.
- Међународна награда „Portile Poeziei”, Румунија, 2018.
- Награда „Миодраг Ћупић”, за пјесничку књигу Дан Ноћ, 2018.
- Орден за подвижништво у култури, Савеза Писаца Русије, 2021.
- Награда „Печат Херцега Шћепана”, Трг од ћирилице, Херцег Нови, 2021.
- Награда „Мирослављево јеванђеље”, за књигу Луче у тами Црне Горе, 2022.
- Награда „Макаријево слово”, награда за животно дијело, Удружење књижевника Црне Горе, 2023.

## Дјела

### Поезија
- Жива вода (Универзитетска ријеч, Никшић, 1987)
- Врата (двокњижје – Кућа и Хљеб за путнике, Подгорица, Октоих, 1994)
- Трагови будућности (Следи будущего), на српском и руском језику, превод Андреј Базилевски, (Твер 2010)
- Дан ноћ (Избор поезије, Институт за српску културу, Никшић, 2018)
- Седам Кругова, Космос, Београд, 2022

### Роман
- Разорени град, (Подгорица, Октоих, 1991).

### Есеји
- Тако су говорили Црногорци (Андријевица, Ступови, 1996)
- Писма из Уранополиса (Нови Сад, Светови, 2000)
- Српски лавиринт и црногорски минотаур (Београд, Српска Књижевна Задруга, 2003)
- Његош и савремена Црна Гора (Подгорица, Удружење Књижебника Црне Горе, 2006)
- Његошева Луча (Српске студије, Универзитет Бања Лука, 2021)
- Луче у тами Црне Горе (Српска Књижевна Задруга, Београд, 2021).

### Зборници
- Духовно и политичко биће Црне Горе (Никшић, 2002)
- Његош наш савременик, (Никшић 2002)
- Дани Његошеви (2008—2009)
- Дани Његошеви (2011—2012)